# Alistilus
Alistilus é um género botânico pertencente à família Fabaceae.

## Espécies
Apresenta três espécies:
- Alistilus bechuanicus
- Alistilus jumellei
- Alistilus magnificus

## Lihações externas
- http://biopl-a-181.plantbio.cornell.edu/ Em falta ou vazio |título= (ajuda)
- Site oficial http://www.mobot.org/MOBOT/Research/APweb/ Em falta ou vazio |título= (ajuda)
- http://www.ppp-index.de/ Em falta ou vazio |título= (ajuda)
- «Botánica sistemática»
- = http://www.eol.org/search?q=Alistilus&search_image Em falta ou vazio |título= (ajuda)
- http://www.ipni.org/index.html Em falta ou vazio |título= (ajuda)
- http://www.ars-grin.gov/cgi-bin/npgs/html/genus.pl?387 Em falta ou vazio |título= (ajuda)